# Raúl Villareal
Raúl Vicente Villareal (født 29. oktober 1909) var en argentinsk bokser som deltog i de olympiske lege 1936 i Berlin.
Villareal vandt en bronzemedalje i boksning under OL 1936 i Berlin. Han kom på en tredieplads i vægtklassen mellemvægt. Villareal vandt de to første kampe men tabte i semifinalen til Jean Despeaux fra Frankrig som senere vandt over Henry Tiller fra Norge. Villareal besejrede Henryk Chmielewski fra Polen i bronsefinalen. Der var 19 boksere fra 19 lande som stillede op i vægtklassen som varede fra den 11. til 15. august 1936.